# LXII Krajowy Festiwal Piosenki Polskiej w Opolu
LXII Krajowy Festiwal Piosenki Polskiej w Opolu – 62. edycja Krajowego Festiwalu Piosenki Polskiej (KFPP) w Opolu, polskiego festiwalu muzycznego organizowanego przez Telewizję Polską i Opole. Odbyła się od 12 do 15 czerwca 2025 w Amfiteatrze Tysiąclecia w Opolu i była transmitowana na żywo przez TVP1.
Konkurs Debiutów wygrał Daniel Godson, zaś konkurs Premier Katarzyna Żak. Podczas festiwalu zostały przyznane SuperJedynki za całokształt działalności artystycznej. Oprócz tego w programie znalazł się koncert Hip-hop. Jedno podwórko poświęcony muzyce hip-hopowej, koncert Zróbmy więc prywatkę… z przebojami minionych lat, program kabaretowy KabareTYM oraz koncerty w hołdach dla Jacka Cygana i Wojciecha Trzcińskiego.

## Organizacja
14 marca 2025 Polskie Radio Opole poinformowało nieoficjalnie, że tegoroczna edycja festiwalu potrwa 4 dni, od 12 do 15 czerwca. 18 marca 2025 Telewizja Polska (TVP) potwierdziła doniesienia i ogłosiła rozpoczęcie zgłoszeń do konkursów Premier i Debiutów. 16 kwietnia 2025 20 artystów, wyłonionych spośród 210 zgłoszeń do konkursu Debiutów, wzięło udział w przesłuchaniach na żywo w siedzibie TVP, gdzie została wybrana siódemka finalistów. 22 kwietnia 2025 organizatorzy podali uczestników Premier, wśród których znalazła się zwyciężczyni ostatniej edycji The Voice of Poland, Anna Iwanek. 28 kwietnia 2025 podali uczestników Debiutów, w tym siódemkę wybraną podczas przesłuchań, a także laureatów dwóch ostatnich edycji programu Szansa na sukces i konkursu Narodowego Centrum Polskiej Piosenki w Opolu. 6 maja 2025 portal Wirtualnemedia.pl doniósł, że w programie festiwalu jest program kabaretowy.
14 maja 2025 TVP podała częściowy program festiwalu i wykonawców, którzy na nim wystąpią. 21 maja 2025 organizatorzy zapowiedzieli pierwszy w pełni hip-hopowy koncert w historii festiwalu. 23 maja 2025 rozpoczęła się sprzedaż biletów na widownię. 28 maja 2025 organizatorzy poinformowali, że na festiwalu zostaną wręczone SuperJedynki i podali listę wykonawców na dedykowanym im koncercie, a także zapowiedzieli, że koncert Małe tęsknoty poprowadzi Grażyna Torbicka. 4 czerwca 2025 ogłosili, że na festiwalu wystąpi gość zagraniczny, Garou.
Dyrektorem artystycznym festiwalu był Marek Sierocki, kierownikiem muzycznym – Zygmunt Kukla, zaś rzecznikiem prasowym – Jarosław Wasik. Wyprodukowała go Barbara Wróbel, zaś scenografię zaprojektował Giorgos Stylianou-Matsis.
Przy okazji festiwalu swoje gwiazdy w Alei Gwiazd Festiwalu Polskiej Piosenki odsłonili: Bohdan Łazuka, Doda, Daria Zawiałow, Urszula Dudziak, Danuta Błażejczyk, Ewa Śnieżanka, Mietek Szcześniak i Homo Homini.

## Dzień 1 (12 czerwca 2025)

### Debiuty
Festiwal rozpoczął konkurs Debiutów, który poprowadzili Bovska, Tribbs i Zalia. W skład jury weszli Marek Sierocki (przewodniczący), Zygmunt Kukla, Anna Józefina Lubieniecka, Piotr Metz, Mietek Szcześniak i Jarosław Wasik. Artystom towarzyszyły Kukla Band i Orkiestra Polskiego Radia w Warszawie pod dyrekcją Jana Stokłosy. Koncert wyreżyserowała Halina Przebinda.
Uczestnicy konkursu i wykonane utwory: 
1. Cieniu – „Ona”
2. Siostry Kafar – „Oj biedna”
3. Daniel Godson – „Jest jak jest”
4. Monika Kowalczyk – „Mam coś”
5. Daria Adamczewska – „Pamiętaj”
6. Błażej Latos – „Głośniej”
7. Stasiek Kukulski – „Dla ciebie bym mógł” (laureat Szansy na sukces jesienią 2024)
8. Soulish – „Kosmos”
9. Maks Tachasiuk – „Psy” (laureat konkursu Narodowego Centrum Polskiej Piosenki w Opolu)
10. Julia Tkacz – „To, co teraz” (laureatka Szansy na sukces wiosną 2025)

Przyznane nagrody: 
- Nagroda im. Anny Jantar (przyznana przez jury): Daniel Godson
- Nagroda publiczności: Stasiek Kukulski

Występy pozakonkursowe:
- Hołd dla Breakout:
  - Kuba Badach i Miuosh – „Kiedy byłem małym chłopcem”
  - Natalia Przybysz i Stanisław Słowiński – „Poszłabym za Tobą”
  - Kasia Kowalska, Jonasz Stępień i Piotr Nalepa – „Gdybyś kochał, hej”
- Hołd dla Tadeusza Woźniaka:
  - Mela Koteluk i Zazula – „Pośrodku świata”
  - Piotr Cugowski – „Zegarmistrz światła”
  - Bovska, Tribbs, Zalia i uczestnicy Debiutów – „A ty się, Ziemio, nie bój”
- Hołd dla Anny Jantar:
  - Natalia Kukulska i Kuba Badach – „Ktoś między nami”

### Hip-hop. Jedno podwórko
Następnie odbył się koncert Hip-hop. Jedno podwórko z muzyką hip-hopową. Poprowadził go CNE. Reżyserem był Miłosz Bidziński, kierownikiem artystycznym Vienio, zaś oprawę muzyczną przygotowali DJ Eprom i Torres Brothers.
Występy:

- Abradab i Molesta Ewenement – „Ten styl ten rap”
- Grubson – „Menu”, „Slajd”, „Na szczycie”
- Miły ATZ – „Groove”, „Don”
- Abradab – „Konfrontacje”, „Normalnie o tej porze”
- JWP/BC – „Jesteśmy wszędzie”, „Szesnastki”
- Ten Typ Mes – „Jak nikt”, „Studio, scena, łóżko”
- Kukon – „Co by się nie działo”, „Adderall”
- Molesta Ewenement – „Ty wiesz, że…”, „Muzyka miasta”
- asthma – „Charakterystyka bloku”, „Zrób mi przejście”
- WCK – „Wiara czy kariera”, „Stej tru”
- Paktofonika – „Chwile ulotne”, „Jestem Bogiem”
- O.S.T.R. – „Tabasko”, „Kochana Polsko”

## Dzień 2 (13 czerwca 2025)

### Premiery

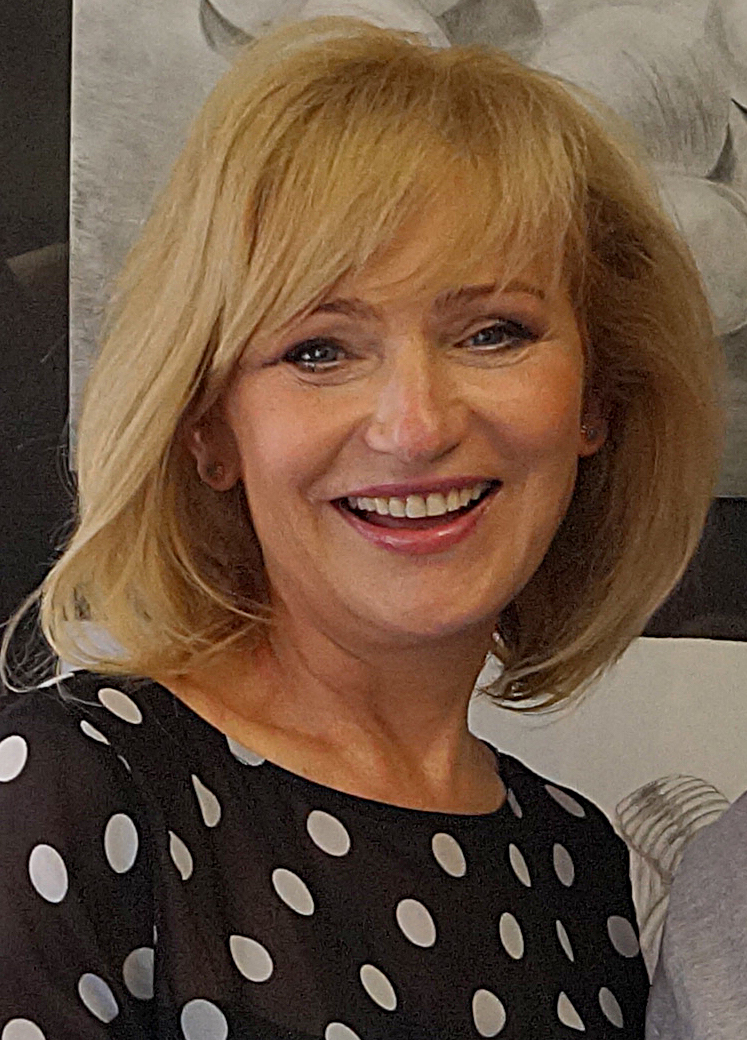
Katarzyna Żak, laureatka konkursu Premier

Dzień drugi rozpoczął konkurs Premier, który poprowadzili Paulina Chylewska i Łukasz Nowicki. W skład jury weszli Jacek Cygan (przewodniczący), Urszula Dudziak, Marek Sierocki, Jarosław Wasik i Piotr Metz. Artystom towarzyszyły Kukla Band i Orkiestra Polskiego Radia w Warszawie pod dyrekcją Zygmunta Kukli. Koncert wyreżyserowała Beata Szymańska-Masny.
Uczestnicy konkursu i wykonane utwory:
1. Mateusz Ziółko – „Prosta piosenka o miłości”
2. Anna Iwanek – „Nie dla nas” (laureatka The Voice of Poland)
3. Poparzeni Kawą Trzy – „Żyje się raz”
4. Bovska – „Dzwonisz”
5. Pectus – „Barraquito”
6. Katarzyna Żak – „Bo jeśli miłość ma kres”
7. Dominik Dudek – „Też będziemy tęsknić”
8. Patrycja Markowska – „Miłość, wiara, nadzieja”
9. Sound’n’Grace – „Pierwszy krok”
10. Paulla – „Na zawsze”

Przyznane nagrody:
- Nagroda im. Karola Musioła (przyznana przez publiczność): Katarzyna Żak
- Nagroda jury: Anna Iwanek
- Nagroda ZAiKS za muzykę: Anna Iwanek i Robert Cichy za „Nie dla nas”
- Nagroda ZAiKS za tekst: Bovska za „Dzwonisz”
- Nagroda Radiowej Jedynki: Bovska za „Dzwonisz”

Występy pozakonkursowe:
- Zabłocki Osobiście i Czesław Mozil – „Ławeczka” (laureaci nagrody publiczności w konkursie Premier na LXI KFPP w Opolu)
- Józefina i Skubas – „Gdy jest brzydko” (laureaci nagrody jury w konkursie Premier na LXI KFPP w Opolu)
- Robert Chojnacki i Andrzej Piaseczny – „Budzikom śmierć”, „Niecierpliwi”, „Mój dobry duch”, „Prawie do nieba” (jubileusz 30-lecia albumu Sax & Sex)

### SuperJedynki
Jako drugi odbył się koncert SuperJedynek, które wygrali pozakonkursowo wszyscy wykonawcy. Poprowadzili go Gabi Drzewiecka i Artur Orzech, zaś wyreżyserował Cyprian Ziąbski. Pomiędzy występami Igor Falecki zaprezentował perkusyjne interpretacje wykonywanych utworów.
Występy:

- Ira – „Szczęśliwego Nowego Jorku”, „Taki sam”, „Mój dom”
- Varius Manx i Kasia Stankiewicz – „Orła cień”, „Zanim zrozumiesz”, „Ruchome piaski”, „Piosenka księżycowa”, „Ten sen”, „Zamigotał świat”
- Patrycja Markowska – „Jeszcze raz”, „Księżycowy”
- Myslovitz – „Chłopcy”, „Długość dźwięku samotności”
- Doda – „Melodia ta”, „Nie żałuję”
- Elektryczne Gitary – „Dzieci wybiegły”, „Człowiek z liściem”, „Kiler”
- Urszula – „Niebo dla Ciebie”, „Dmuchawce, latawce, wiatr”
- Maciej Maleńczuk – „Synu”, „Gdzie są przyjaciele moi?”
- Feel – „No pokaż na co cię stać”, „Swoje szczęście znam”, „W blasku słońca” (z Damianem Skoczykiem) i „Jak anioła głos”
- Voo Voo – „Gdybym”, „Nim stanie się tak, jak gdyby nigdy nic nie było”
- Danuta Błażejczyk – „Taki cud i miód”
- Golden Life – „Dobra, dobra, dobra”, „Helikopter (w głowie)”

## Dzień 3 (14 czerwca 2025)

### Zróbmy więc prywatkę…
Dzień trzeci rozpoczął koncert Zróbmy więc prywatkę… z przebojami z minionych lat. Poprowadził go Michał Sikorski, zaś wyreżyserował Marcin Kołaczkowski na podstawie scenariusza, który stworzył z Markiem Sierockim. Artystom towarzyszyły Kukla Band i Orkiestra Polskiego Radia w Warszawie pod dyrekcją Zygmunta Kukli.
Występy:

- Anna Iwanek i Maciej Balcar – „Party”
- Andrzej Rybiński i Anna Wyszkoni – „Nie liczę godzin i lat”
- Papa D i Filip Lato – „Nasz Disneyland”
- Papa D i Olga Szomańska – „Maxi singiel”
- Maciej Miecznikowski, Mateusz Ziółko, Sławek Uniatowski i Maciej Balcar – „Ta dziewczyna”
- Anna Wyszkoni i Andrzej Rybiński – „Czy ten pan i pani”
- Izabela Trojanowska – „Wszystko czego dziś chcę”
- Maciej Balcar – „Historia pewnej znajomości”
- Ania Rusowicz i Maciej Miecznikowski – „Wszystko mi mówi, że mnie ktoś pokochał”
- Gospel Family (kierownictwo: Katarzyna Puma Piasecka) – „Tak mi źle”
- Anna Iwanek i Maciej Miecznikowski – „Nie bądź taki szybki Bill”
- Olga Szomańska – „Au sza la la”
- Filip Lato – „Bananowy Song”
- Andrzej Rybiński, Sławek Uniatowski i Mateusz Ziółko – „Czas relaksu”
- Budka Suflera i Izabela Trojanowska – „Tyle samo prawd ile kłamstw”
- Budka Suflera i Ania Rusowicz – „Takie tango”
- Budka Suflera – „Bal wszystkich świętych”
- Anna Iwanek, Ania Rusowicz, Olga Szomańska, Sławek Uniatowski, Mateusz Ziółko i Maciej Miecznikowski – „Chałupy welcome to”
- Wojciech Gąssowski – „Gdzie się podziały tamte prywatki”
- Sławek Uniatowski – „Za tobą pójdę jak na bal”
- Mateusz Ziółko – „Jolka, Jolka pamiętasz”

### KabareTYM
Następnie odbył się program kabaretowy KabareTYM, dedykowany zmarłemu w 2024 Stanisławowi Tymowi. Poprowadzili go Marcin Wójcik i Piotr Gumulec, a wyreżyserował Beata Harasimowicz. Oprawę muzyczną przygotował Marcin Partyka.
Występy:

- Paranienormalni
- Ani Mru-Mru
- Mumio
- Jurki
- Kabaret Chyba
- Kabaret Rewers
- Kabaret Ciach
- Katarzyna Pakosińska
- Katarzyna Zielińska
- Jacek Fedorowicz
- Artur Andrus
- Wiktor Zborowski
- Tomasz Sapryk

## Dzień 4 (15 czerwca 2025)

### Trzy ćwiartki Jacka Cygana – urodziny

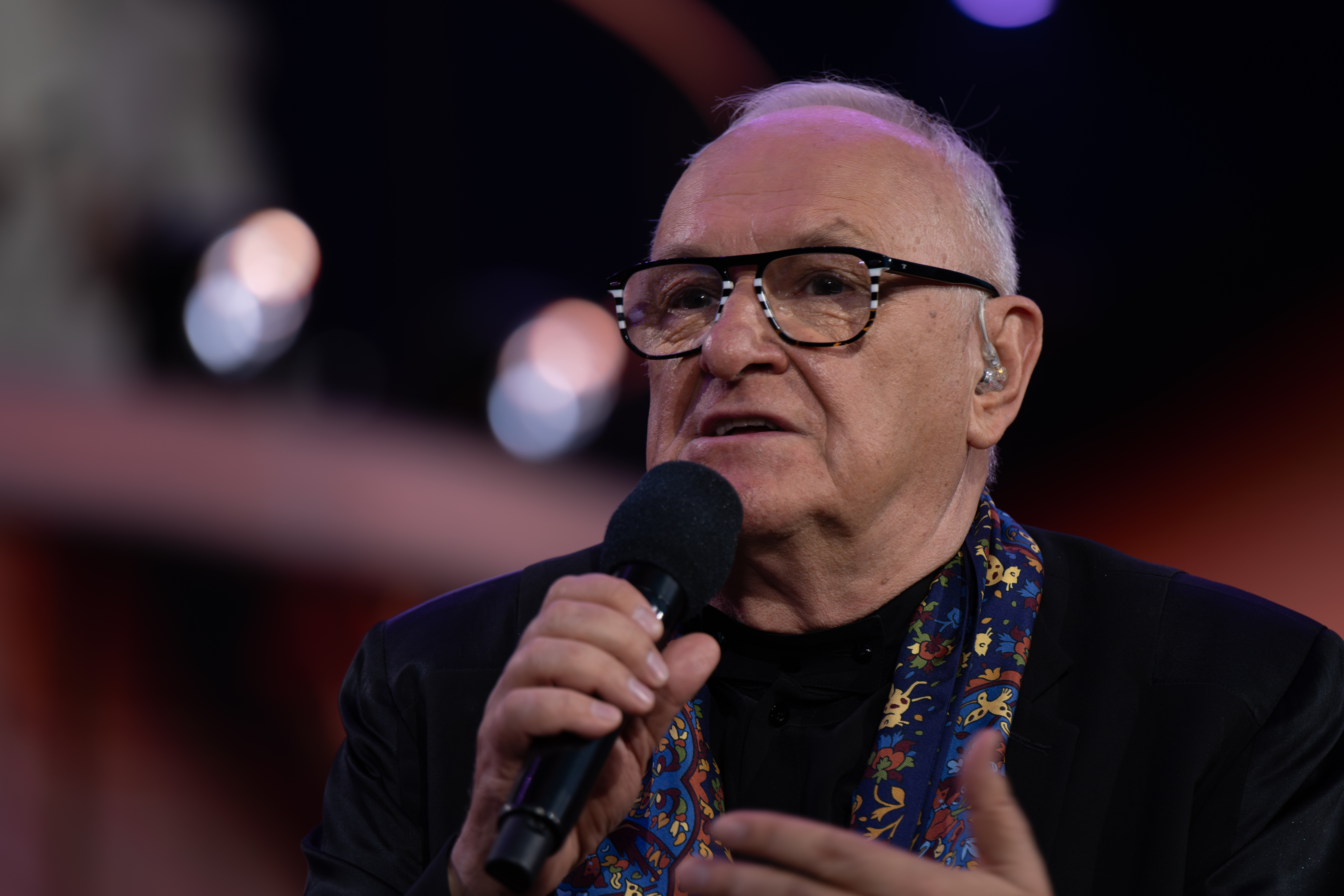
Jacek Cygan podczas koncertu

Dzień czwarty rozpoczął koncert Trzy ćwiartki Jacka Cygana – urodziny, dedykowany muzyce z teksami Jacka Cygana, który go także poprowadził. Wyreżyserował go Wojciech Iwański na podstawie scenariusza, który stworzył z Cyganem. Artystom towarzyszył chór Gospel Family pod kierownictwem Katarzyny Pumy Piaseckiej oraz Kukla Band i Orkiestra Polskiego Radia w Warszawie pod dyrekcją Zygmunta Kukli.
Podczas koncertu Maciej Wróbel, sekretarz stanu Ministerstwa Kultury i Dziedzictwa Narodowego, odznaczył Cygana Medalem „Zasłużony Kulturze Gloria Artis”. Ponadto po jego zakończeniu Cygan otrzymał Nagrodę Dziennikarzy i Fotoreporterów festiwalu.
Występy:

- Andrzej Seweryn i Jacek Cygan – „Łatwopalni”
- Jerzy Filar i Grażyna Łobaszewska – „Za szybą”
- Grażyna Łobaszewska i Stanisław Sojka – „Czas nas uczy pogody”
- Anna Jurksztowicz – „Diamentowy kolczyk”, „Stan pogody”
- Mietek Szcześniak – „Przyszli o zmroku”
- Jacek Cygan – „Zwierzenia Ryśka, czyli jedzie pociąg z daleka”
- Majka Jeżowska – „Wszystkie dzieci nasze są”, „Laleczka z saskiej porcelany”, „Dłonie”
- Marcin Januszkiewicz – „C’est la vie - Paryż z pocztówki”
- Mariusz Patyra – „Czardasz Montiego”
- Garou, Marcin Januszkiewicz i Piotr Cugowski – „Belle”
- Garou – „Gitan”
- Ewelina Flinta – „Pokolenie”
- Jacek Cygan – „Życie jest nowelą”
- Edyta Górniak i Mietek Szcześniak – „Dumka na dwa serca”
- Beata Rybotycka – „Chwytaj dzień”
- Andrzej Seweryn – „Pal”
- Edyta Górniak – „To nie ja!”
- Piotr Cugowski – „Wszystko ma swój czas”
- Magdalena Krysztoforska-Beucher i David Beucher – „Con Amore”
- Ralph Kaminski – „Jaka róża, taki cierń”
- Jacek Cygan, Piotr Cugowski, Ralph Kaminski, Anna Jurksztowicz, Marcin Januszkiewicz, Ewelina Flinta, Andrzej Seweryn, Majka Jeżowska, Magdalena Krysztoforska-Beucher i David Beucher – „Za młodzi, za starzy”

Ryszard Rynkowski miał wykonać na koncercie „Wypijmy za błędy”, ale jego występ został odwołany ze względu na wypadek samochodowy w drodze na festiwal. W ramach zastępstwa Jacek Cygan zaśpiewał „Zwierzenia Ryśka, czyli jedzie pociąg z daleka”.

### Małe tęsknoty

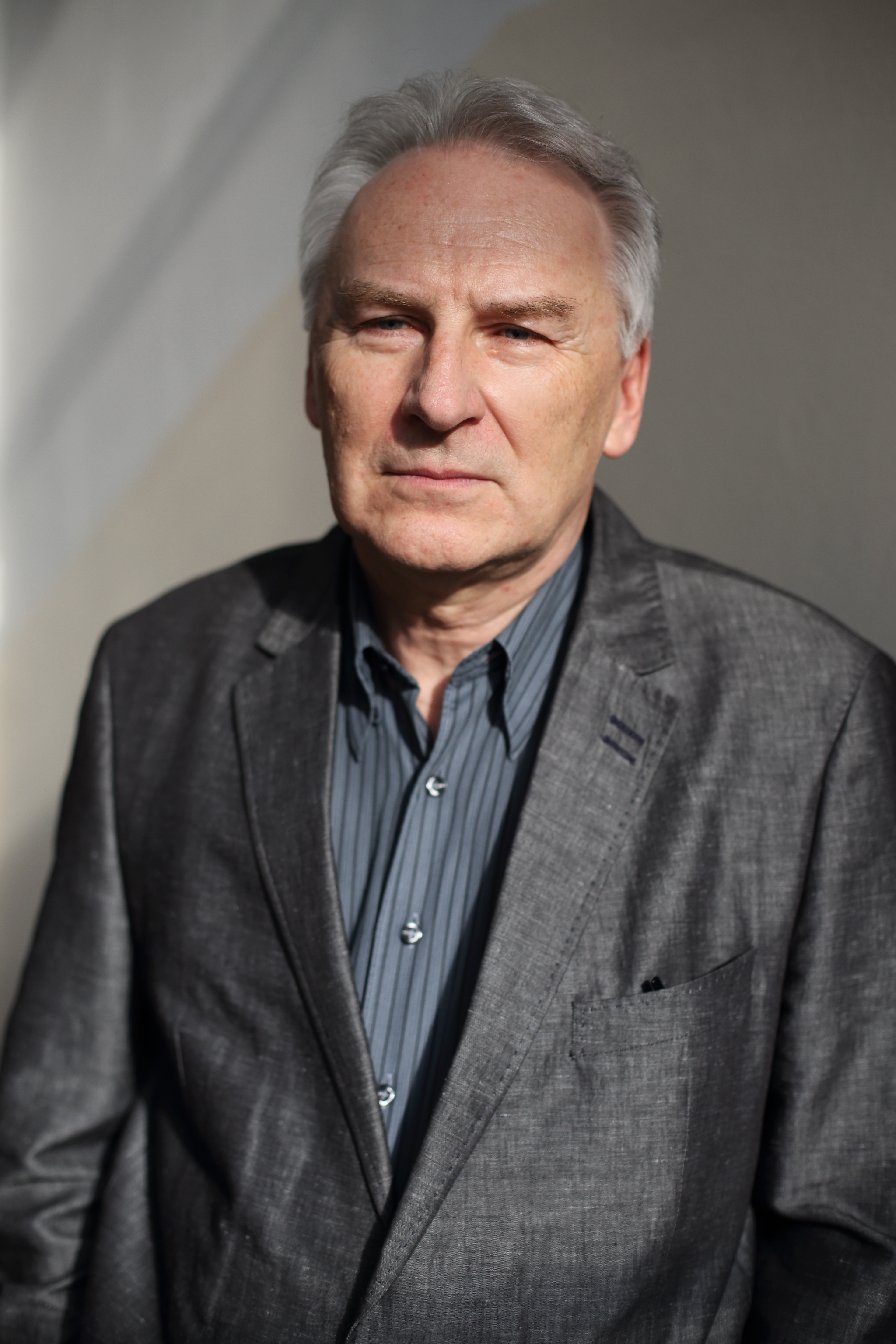
Wojciech Trzciński

Festiwal zakończył koncert Małe tęsknoty, dedykowany muzyce zmarłego w 2025 Wojciecha Trzcińskiego, z utworami zaaranżowanymi przez Adama Sztabę. Poprowadzili go Grażyna Torbicka i Tomasz Raczek, zaś wyreżyserował Bolesław Pawica na podstawie koncepcji i scenariusza Stanisława Trzcińskiego, syna Wojciecha. Artystom towarzyszyła orkiestra pod dyrekcją Adama Sztaby i chór TGD pod kierownictwem Piotra Nazaruka. Scenografia została przygotowana na wzór założonego przez Trzcińskiego centrum kultury Fabryka Trzciny. Podczas koncertu Trzciński został nagrodzony honorową SuperJedynką, którą odebrała wdowa po nim, Aleksandra Kisielewska-Trzcińska.
Występy:

- Henryk Miśkiewicz – „Fontanna w deszczu”
- Urszula Dudziak i Henryk Miśkiewicz – „Oto przyczyna”
- Grzegorz Turnau i Kuba Badach – „Małe tęsknoty”
- Krystyna Prońko i Jan Borysewicz – „W jakim obcym domu”
- Katarzyna Cerekwicka – „W cieniu dobrego drzewa”
- Natalia Przybysz i Jan Młynarski – „Odpływają kawiarenki”
- Edyta Geppert – „Lepiej, czyli horyzont 2000”
- Wanda i Banda – „Nie będę Julią”, „Kochaj mnie miły”, „Hi-Fi”
- Natalia Kukulska – „Jaka jesteś jeszcze nie wiem”
- Ania Karwan – „Biały wiersz od ciebie”
- Roxie Węgiel – „Staruszek świat”
- Mitch & Mitch – „Dziewczyna z konwaliami”
- Mitch & Mitch i Ewa Dębicka-Brzozowska – „Zagrajmy w kości jeszcze raz”, „Pieśń ciszy”
- Mitch & Mitch i Bunio – „Odjechałaś tak daleko”
- Ewa Bem – „Pamiętam ciebie z tamtych lat”
- Kuba Badach – „Jak minął dzień”
- Sławek Uniatowski – „Byle było tak”
- Natalia Kukulska – „Do końca świata”
- Halina Frąckowiak – „Dancing Queen”
- Natalia Szroeder – „By coś zostało z tamtych dni”
- Krystyna Prońko – „Psalm stojących w kolejce”, „Kolęda o świcie”
- Ewa Dębicka-Brzozowska i Henryk Miśkiewicz – „Co robić w taką noc”
- Urszula Dudziak i Filip Siejka – „Dintojra”
- Ania Karwan – „Uczymy się kochać bez końca”
- Kasia Cerekwicka – „Człowiek nie jest sam”
- Kasia Moś – „Żegnaj lato na rok”
- Katarzyna Groniec i Marek Napiórkowski – „Dokąd przed nią uciekasz”
- Andrzej Rybiński i Rubens – „Idzie na deszcz”
- Magda Umer i Wojciech Borkowski – „O niebieskim pachnącym groszku”
- Natalia Szroeder – „Pożegnanie o świcie”
- Halina Frąckowiak, Krystyna Prońko i Adam Sztaba – „Tam, gdzie lekki wieje wiatr”